# Gabriel Cañellas
Gabriel Cañellas i Fons, né le 15 mars 1941 à Palma, est un homme politique espagnol, membre du Parti populaire (PP).
Il devient, en 1983, président des Îles Baléares. Il conserve le pouvoir en 1987, 1991 et 1995, parvenant chaque fois à augmenter le score du parti conservateur. Il doit démissionner peu après le début de son quatrième mandat, pour une affaire de financement illégal de sa formation.

## Biographie

### Formation
Après avoir obtenu une licence en droit de l'université de Valladolid, il en obtient une autre à l'université de Deusto, où il passe ensuite avec succès une licence de sciences économiques.

### Débuts en politique
En 1978, il adhère à l'Alliance populaire, parti conservateur fondé deux ans auparavant par Manuel Fraga. Il se présente, l'année suivante, aux élections municipales à Palma en tête de la liste de la Coalition démocratique (CD), mais le scrutin est remporté par l'Union du centre démocratique (UCD), la CD n'obtenant aucun élu avec à peine 2,9 % des suffrages.

### Président des Îles Baléares
Aux élections régionales du 8 mai 1983, la Coalition populaire (CP), dont l'AP est le principal parti, remporte 35,5 % des voix et 21 députés sur 54 au Parlement des Îles Baléares. Le 7 juin, après un exposé succinct de son programme politique, il est investi président des Îles Baléares par 29 voix contre 25, ayant reçu le soutien de l'Union majorquine (UM), du Parti démocrate libéral (PDL) et de l'Indépendant de Minorque (CIM). Il forme alors un gouvernement minoritaire de la CP.
Après un mandat marqué, en 1985, par une tentative avortée de renversement par la Fédération socialiste baléare-PSOE (FSB-PSOE) avec l'aide de l'UM, dont il avait perdu le soutien,, il se présente à sa succession. Lors des élections du 10 juin 1987, il obtient 36,9 % des voix et 25 sièges sur 59. Il est investi le 17 juillet, après avoir échoué deux jours plus tôt, par 29 voix contre 25, les cinq élus du Centre démocratique et social (CDS) ayant fait le choix de l'abstention. Deux membres de l'Union majorquine entrent alors au gouvernement.
À l'approche des élections régionales du 26 mai 1991, le Parti populaire (PP), qui a succédé à l'AP, forme une coalition électorale avec l'UM. Avec 47,3 % des voix, l'alliance remporte 31 députés, soit la première majorité absolue de l'histoire régionale, tandis que la FSB-PSOE se contente de 21 sièges. Le 28 juin, il obtient l'investiture du Parlement régional pour un troisième mandat. Il procède, le 17 juin 1993, à un profond remaniement gouvernemental en changeant cinq de ses dix conseillers, trois des entrants ayant moins de trente ans, dont la vice-présidente, Rosa Estaràs, les deux autres n'en ayant pas quarante. En avril 1994, l'UM rompt son alliance avec le PP mais ce dernier maintient sa majorité absolue grâce à un transfuge socialiste qui permet au groupe conservateur de détenir 30 sièges au Parlement.
Candidat à un quatrième mandat lors des élections régionales du 28 mai 1995, il est accusé de prévarication par la Gauche unie (IU), après l'attribution à un de ses proches de la concession d'exploitation du tunnel de la ville de Sóller, à Majorque. Il conserve sa majorité absolue avec 44,8 % des suffrages et 30 députés régionaux sur 59. Il est réinvesti le 28 juin, après huit heures de débat où ont été longuement évoqués les soupçons de corruption concernant le tunnel de Sóller, en échange d'un financement du Parti populaire.

### Démission
Très rapidement, la justice, saisie par IU, met en lumière l'existence d'une caisse noire, constituée en 1989, alimentée par le concessionnaire du tunnel et dotée de cinquante millions de pesetas pour des dépenses électorales, ce qui conduit José María Aznar, président du PP, à diligenter une enquête interne dans l'archipel. Le 11 juillet, lors d'un entretien secret à Madrid, en présence du secrétaire général du parti, Francisco Álvarez-Cascos, Aznar lui demande de démissionner de la présidence régionale du PP et du gouvernement. Il fait alors preuve de réticence, quand bien même la direction nationale lui permet de régler lui-même sa succession. 
Il remet finalement sa démission le 15 juillet, celle-ci étant alors acceptée par Madrid mais refusée, à l'unanimité, par la fédération régionale. Le 19 juillet, cette dernière choisit, par 24 voix, dont celle de Cañellas, contre 7, le président du Parlement, Cristòfol Soler, comme chef du gouvernement, et Joan Huguet, ancien vice-président de l'exécutif, comme président du PP des Îles Baléares. Soler le remplace officiellement le 1er août. Cependant, le 28 mai 1996, soit dix mois plus tard, il organise la chute de son successeur au profit de Jaume Matas, lors d'un vote interne au groupe parlementaire.

### Jugement pour corruption
Mis en examen pour corruption par le procureur chargé de l'enquête le 30 mai, il est contraint de déposer, au mois de mars 1997, une caution de responsabilité civile de 134 millions de pesetas. Le 24 juillet, le tribunal supérieur de justice reconnaît l'existence du délit de corruption, même si la concession du tunnel était parfaitement légale, mais le considère prescrit, ne condamnant donc pas Cañellas. Saisi en cassation, le tribunal suprême confirme la sentence le 15 décembre 1998.

### Fin de vie politique
De plus en plus opposé à la politique touristique et urbanistique menée par Jaume Matas, il démissionne de son mandat de député régional le 23 février 1999 et renonce à se présenter aux élections régionales du 13 juin suivant. Quelques semaines plus tard, du fait de la perte du pouvoir régional par le PP, il accroît ses critiques envers la direction et tente de reprendre le contrôle de la fédération régionale. Toutefois, le 3 octobre, la liste du comité exécutif emmenée par Matas remporte 80 % des voix lors d'un congrès régional extraordinaire, contre à peine 14 % à celle se réclamant de Cañellas.